# Premiér Kazachstánu
Předseda vlády Kazachstánu (kazašsky Қазақстан Республикасының Премьер-Министрі, rusky Премьер-Министр Республики Казахстан) je hlavou vlády Kazachstánu. Jde o druhou nejvýznamnější funkci v zemi po prezidentovi Kazachstánu, v kazachstánském prezidentském systému. Prezident premiéra jmenuje a odvolává podle svého uvážení.
V roce 2017 došlo k reformě a moc byla částečně přerozdělena. Na premiéra a vládu přešlo přeci jen více pravomocí, zejména v oblasti ekonomické a sociální politiky. Prezident si uchoval hegemonii především v zahraniční politice, obraně a vnitřní bezpečnosti. Úřad premiéra vznikl s osamostatněním Kazachstánu v roce 1991, ale lze hledat jeho předchůdce v sovětské éře. Za prvního kazachstánského premiéra je někdy označován lídr vlády Alašské autonomie vzniklé roku 1917. V éře samostatného Kazachstánu, který se nestal demokratickou zemí s pluralitním systémem, byli premiéry pouze příslušníci jedné jediné strany, která se původně jmenovala Nur Otan a v současnosti nese název Amanat.